# Shérif malgré lui
Pour plus de détails, voir Fiche technique et Distribution.
Shérif malgré lui (The Gold Ghost) est un court métrage américain réalisé par Charles Lamont et Buster Keaton en 1934.

## Synopsis
Wally/Buster (Buster Keaton) est éconduit. Il roule sans but dans l'Amérique, arrive dans le Nevada dans la région des Gold Ghost. La ville fantôme s'appelle Vulture (un vautour l'attend sur l'enseigne de la maison du shérif). En même temps que Buster s'autoproclame shérif de la ville, le gangster « Bugs » survit à l'écrasement de son avion et découvre Buster. Buster joue au shérif et sympathise avec Bugs. Mais deux mineurs découvrent un nouveau filon d'or, or qui a fait la richesse de la ville. Les gens affluent et avec eux, le béguin de Buster. Mais les coups de feu pleuvent sur la ville et Buster doit assumer sa nouvelle position pour faire bonne figure. Avec l'aide de Bugs, il maitrise tous les hors-la-loi et regagne le cœur de sa fiancée.

## Fiche technique
- Titre original : The Gold Ghost
- Réalisation : Charles Lamont, Buster Keaton
- Scénario : Ewart Adamson, Nicholas T. Barrows, Charles Lamont et Ernest Pagano
- Production : E. H. Allen, E. W. Hammons
- Durée : 21 minutes
- Date de sortie : 1934

## Distribution
- Buster Keaton : Wally
- Warren Hymer : Bugs Kelly
- Dorothy Dix : Gloria
- Roger Moore
- William Worthington : le père de Gloria, Jim
- Lloyd Ingraham : le père de Wally, George
- Leo Willis
- Billy Engle : Mineur (non crédité)
- Al Thompson : Mineur (non crédité)

## Fiche technique
- Producteur : E. H. Allen, E. W. Hammons (en)
- Langue : anglais